# Last.fm
Last.fm es una red social, una radio vía Internet y además un sistema de recomendación de música que construye perfiles y estadísticas sobre gustos musicales, basándose en los datos enviados por los usuarios registrados. Algunos de estos servicios son de pago, pero aún existen países donde sigue siendo gratuito. En la radio se puede seleccionar las canciones según las preferencias personales (de acuerdo a un algoritmo y a las estadísticas) o de otros usuarios. El servicio es de código abierto. Se fusionó con su proyecto hermano Audioscrobbler en agosto de 2005. El 30 de mayo de 2007 el equipo de Last.fm anunció que había sido adquirido por CBS Corporation.

## Características
Un usuario de Last.fm puede construir un perfil musical usando dos métodos: escuchando su colección musical personal en una aplicación de música con un plugin de Audioscrobbler, o escuchando el servicio de radio a través de Internet de Last.fm, normalmente con el reproductor de Last.fm. Las canciones escuchadas son añadidas a un registro desde donde se calcularán los gráficos de barras de tus artistas y canciones favoritos, además de las recomendaciones musicales. La página del usuario también muestra las pistas más recientemente escuchadas, y está disponible vía servicios web, permitiendo a los usuarios mostrarlas en blogs o como firmas en foros.
Las recomendaciones son calculadas usando un algoritmo colaborativo de filtrado, así los usuarios pueden explorar una lista de artistas no listados en su propio perfil pero que sí que aparecen en otros usuarios con gustos similares. Last.fm también permite a los usuarios manualmente recomendar discos específicos a otros usuarios (siempre que el disco esté incluido en la base de datos).
Quizá la característica más usada por la comunidad de Last.fm es la formación de grupos de usuarios con algo en común (por ejemplo, militancia en otro foro de Internet). Last.fm generará un perfil de grupos similar a los perfiles de los usuarios, mostrando una amalgama de datos y mostrando listas con los gustos globales del grupo.
Los sellos musicales y los artistas son ayudados a promocionarse en Last.fm, porque el filtraje y recomendación son características que hacen que la música será escuchada por usuarios a quienes les gustan artistas similares. El stock musical de Last.fm contiene más de 100.000 canciones. Como otro muchos sitios de música, están disponibles bajo demanda preescuchas de 30 segundos de canciones, pero el propósito es que la música será escuchada por usuarios que escuchen las estaciones de radio apropiadas.

### Cuentas de pago
Last.fm ofrece cuentas de pago, cuyo importe son 3 dólares (o una suma equivalente en otra divisa) al mes. Una vez escuchados 50 temas, la única forma de acceder al servicio es mediante una cuenta de pago. Algunas de las características extras que los usuarios de pago reciben son:
- No tienen anuncios
- Más opciones de radio
- La posibilidad de ver los visitantes recientes

### Etiquetas
Con el relanzamiento en agosto de 2005, Last.fm permite etiquetaje de artistas por el usuario final, y pistas para crear una fisionomía de la música. Los usuarios pueden explorar vía etiquetas, pero el beneficio más importante es la radio etiquetada, que permite a los usuarios escuchar música que ha sido etiquetada de una manera determinada. Este etiquetaje puede ser por género ("garage rock"), humor ("relajado"), característica artística ("barítono"), o cualquier otra forma de clasificación hecha por el usuario final ("cantantes que le gustarían a María").

### Reproductor de Last.fm
La música en Last.fm es habitualmente escuchada usando un reproductor que hay que descargar e instalar en el ordenador. El reproductor muestra título de la canción, álbum y artista, junto con la carátula del álbum si está disponible. Hay tres botones, que permiten al usuario marcar como favorito, saltar o vetar una canción. El botón de favorito tiene un efecto sobre la base de datos de almacenar dos escuchas de esta pista; el botón de vetar asegura que esa canción no volverá a ser reproducida. Ambas características se refieren al perfil del usuario. El botón de salto de canción no lo hace. Otros controles incluyen volumen, parada y opciones. El reproductor usa un flujo de MP3 codificado a 128Kbit/s a 44,1kHz. Algunos usuarios critican que el reproductor tiene muchos fallos. Algunos cortafuegos afectan su habilidad para transmisión.
En la última versión del reproductor de Last.fm, el usuario puede seleccionar la posibilidad de usar un reproductor externo. Cuando se habilita esta posibilidad, el reproductor de Last.fm da al usuario una URL local, a través de la cual se representa el flujo de música de Last.fm y los usuarios pueden abrir dicha URL en su reproductor de medios preferido.
Existe otro reproductor de código abierto para plataformas GNU/Linux denominado Last Exit que dispone prácticamente de las mismas prestaciones que el reproductor oficial. Además, la versión extraoficial de Last Exit incluye la posibilidad de guardar la canción en formato mp3.

### ComplementoAudioscrobbler
Opcionalmente, Last.fm puede construir un perfil directamente desde la música del usuario, reproducida en su ordenador personal. Los usuarios deben bajarse e instalarse un plugin para su reproductor, que enviará automáticamente el artista y título de la canción después de haber transcurrido la mitad de la canción o sus primeros 240 segundos. Cuando se usan los controles de búsqueda, la pista es más corta de 30 segundos o la pista carece de metadatos (ID3, CDDB, etc.), la pista no es enviada.

### El Pony
En diciembre de 2005, Last.fm publicó una promesa que sus usuarios llevaban mucho tiempo esperando y mostró su página top-secret "Pony". La página Pony permite una vista agregada de todos los datos disponibles del usuario desde el servicio. El servicio se describe con la siguiente etiqueta: "Last.fm usa su mente gigante para encontrar las últimas y más importantes cosas para ti ya sea escuchar, leer e incluso hablar, día sí y día también".

### Otros
Otras características incluyen un editor de perfil (así los usuarios pueden borrar pistas que han enviado con metadatos incorrectos o añadir artistas o pistas a conjuntos de etiquetas en masa), navegación a perfiles enlazados (tales como amigos o vecinos musicales) y una lista de los álbumes favoritos de usuarios individuales.
Actualmente esta característica ha sido desactivada sin una fecha definida de regreso.

## Historia y fusión

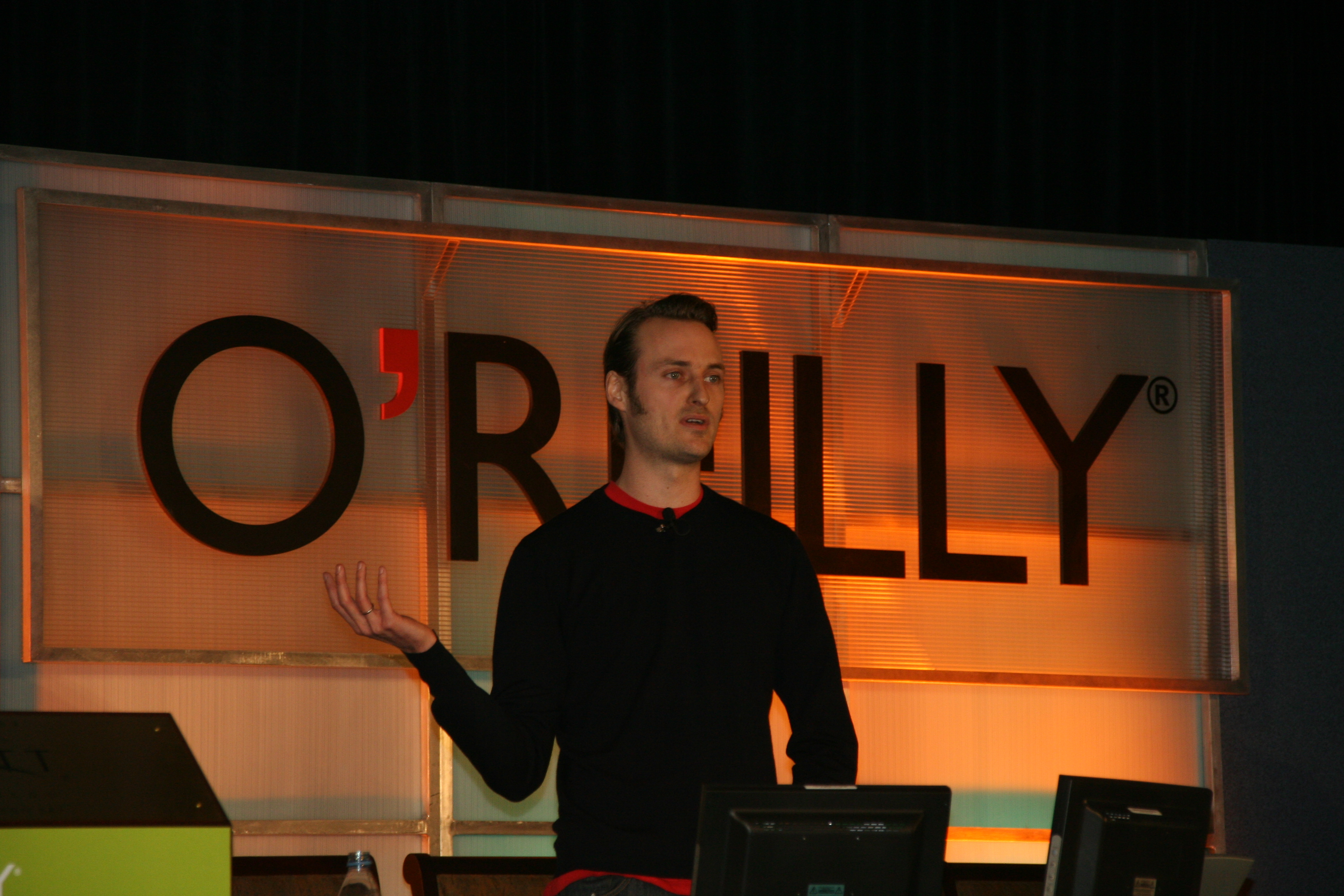
Felix Miller es cofundador y Consejero Delegado de Last.fm. Trabajó en Last.fm desde su fundación en 2000 hasta su venta a CBS Interactive en 2007. Dimitió de la empresa en junio de 2009.

Audioscrobbler comenzó como un proyecto en informática por Richard "RJ" Jones en la Universidad de Southampton en el Reino Unido. RJ desarrolló los primeros plugins, luego abrió un API a la comunidad, después de que se soportaran muchos reproductores musicales en diferentes sistemas operativos. Audioscrobbler se limitaba a grabar la música que sus usuarios reproducían en un ordenador registrado, que permitía la creación de listas y el filtrado colaborativo.
Last.fm fue fundado en 2002 por Felix Miller, Martin Stiksel, Michael Breidenbruecker y Thomas Willomitzer, todos desde Australia y Alemania, como una estación de radio de Internet y un sitio para la comunidad musical, usando perfiles musicales similares para generar listados de reproducción dinámicos. Los botones "amor" y "prohibir" permitían a los usuarios adaptar gradualmente sus perfiles. Last.fm ganó el Europrix en 2002 y fue nominado para el Prix Ars Electronica en 2003.
Los equipos de Audioscrobbler y Last.fm comenzaron a trabajar juntos, ambos equipos se mudaron a las mismas oficinas en Whitechapel, Londres, y en 2003 Last.fm estaba totalmente integrada con los perfiles de Audioscrobbler. Las entradas para los perfiles podían venir a través de un plugin de Audioscrobbler o una estación de Last.fm. Los sitios también compartían muchos foros de la comunidad, aunque unos pocos eran únicos en cada sitio. El 9 de agosto de 2005, el sitio antiguo de Audioscrobbler en dominio audioscrobbler.com fue totalmente fusionado dentro del nuevo sitio de Last.fm. El 5 de septiembre audioscrobbler.net fue lanzado como un sitio orientado al desarrollo con foros y noticias sobre Last.fm y los plugins de Audioscrobbler.

## Last.fm como una lista global
Como un sistema masivo de puntuación musical, Last.fm (a través de su tabla general "Total reproducidos") tiene varias ventajas sobre las listas musicales tradicionales. Mientras las listas tradicionales miden el éxito de una canción por el número de unidades vendidas y de reproducciones de radio, Last.fm lo mide por el número de gente que reproduce la canción. Esto representa un tipo de estadística más real, en el sentido de que en los registros de ventas y de rotación radial se encuentran implicados intereses comerciales, que resultan fuertes condicionantes, mientras que el seguimiento de los hábitos de escucha de música de las personas en sus computadores evidencia más fielmente la aceptación de un artista o canción. Prueba de esto es que en las listas de éxitos de Last.fm aparezcan en las primeras posiciones, en muchos casos, canciones aparentemente pasadas de moda o artistas olvidados por encima de otros que son éxitos mediáticos del momento.

## Plugins
Existen plugins para multitud de reproductores:
- AIMP
- Amarok (soporte integrado)
- AmigaAMP
- aTunes
- Audacious
- Banshee
- Beep Media Player
- BMPx
- Clementine (soporte integrado)
- Exaile (soporte integrado)
- foobar2000
- gmusicbrowser (plugin no-oficial)
- iTunes
- Jajuk
- Listen (soporte integrado)
- J. River Media Center
- Mozilla Firefox (extensión)
- MPD (no-oficial, mpdscribble)
- Muine (plugin no-oficial)
- musikCube (plugin no-oficial en fase beta)
- Noatun
- QCD
- Quod Libet
- Rhythmbox (soporte integrado)
- SlimServer
- Spotify
- VLC media player (hay que utilizar el de footbar)
- Winamp
- Windows Media Player
- Kodi (soporte integrado)
- XMMS
- XMPlay
- Yahoo Music Engine
- YouTube (extensión de Google Chrome)

Todos los plugins Audioscrobbler son de código abierto, y los datos recolectados son publicados habitualmente bajo la licencia Creative Commons.